# Princesa (álbum)
Princesa é o segundo álbum de estúdio da banda brasileira Carne Doce, lançado em 24 de agosto de 2016, o disco é independente e possui distribuição pela Tratore. O álbum teve a produção de João Victor Santana Nele a banda apresenta uma temática de protagonismo feminino nas letras, escritas por Salma Jô.

## Lista de faixas
| N.º            | Título         | Compositor(es)                                                | Duração |  |
| 1.             | "Cetapensâno"  | Salma Jô Macloys Aquino                                       | 4:28    |  |
| 2.             | "Princesa"     | S. Jô Dinho Almeida                                           | 6:01    |  |
| 3.             | "Sereno"       | S. Jô Aquino                                                  | 3:46    |  |
| 4.             | "Sombra"       | S. Jô Aquino                                                  | 4:42    |  |
| 5.             | "Amiga"        | S. Jô Aquino                                                  | 3:46    |  |
| 6.             | "Eu Te Odeio"  | S. Jô Aquino                                                  | 3:49    |  |
| 7.             | "Carne Lab"    | João Victor Santana Ricardo Machado Aderson Maia S. Jô Aquino | 10:27   |  |
| 8.             | "O Pai"        | S. Jô Aquino                                                  | 2:35    |  |
| 9.             | "Artemísia"    | S. Jô J. Victor Santana                                       | 4:12    |  |
| 10.            | "Falo"         | S. Jô Aquino                                                  | 6:38    |  |
| 11.            | "Açaí"         | S. Jô Aquino                                                  | 7:17    |  |
| Duração total: | Duração total: | Duração total:                                                | 54:41   |  |